# 삼성 갤럭시 플레이어 70 플러스
삼성 갤럭시 플레이어 70 플러스(Samsung GALAXY player 70 Plus)는 삼성전자에서 2012년 3월 5일 대한민국을 대상으로 출시한 안드로이드 포터블 미디어 플레이어(PMP)다.

## 경쟁 기종
- 아이팟 터치 5세대

## 같이 보기
- 삼성 갤럭시 플레이어 70
- 삼성 갤럭시 플레이어 4.2
- 삼성 갤럭시 플레이어 3.6
- 삼성 갤럭시 플레이어 5.8